# Liste der UN-Missionen in Asien und Australien
UN-Friedensmissionen in Asien und Australien:
| Name                                                                         | internationale Abkürzung | Resolution  | Staaten               | Beginn | Ende |
| ---------------------------------------------------------------------------- | ------------------------ | ----------- | --------------------- | ------ | ---- |
| Beendete Missionen                                                           |                          |             |                       |        |      |
| Sicherheitstruppe der Vereinten Nationen in West-Neuguinea                   | UNSF                     | 1752 (XVII) | Neuguinea             | 1962   | 1963 |
| Beobachtermission der Vereinten Nationen in Indien und Pakistan              | UNIPOM                   | 211         | Indien, Pakistan      | 1965   | 1966 |
| Mission der guten Dienste der Vereinten Nationen in Afghanistan und Pakistan | UNGOMAP                  | 622         | Afghanistan, Pakistan | 1988   | 1990 |
| Vorausmission der Vereinten Nationen in Kambodscha                           | UNAMIC                   | 717         | Kambodscha            | 1991   | 1992 |
| Übergangsverwaltung der Vereinten Nationen in Kambodscha                     | UNTAC                    | 745         | Kambodscha            | 1992   | 1993 |
| Beobachtermission der Vereinten Nationen in Georgien                         | UNOMIG                   | 858         | Georgien              | 1993   | 2009 |
| Beobachtermission der Vereinten Nationen in Tadschikistan                    | UNMOT                    | 968         | Tadschikistan         | 1994   | 2000 |
| Mission der Vereinten Nationen in Osttimor                                   | UNAMET                   | 1246        | Osttimor              | 1999   | 1999 |
| Übergangsverwaltung der Vereinten Nationen für Osttimor                      | UNTAET                   | 1272        | Osttimor              | 1999   | 2002 |
| Unterstützungsmission der Vereinten Nationen in Osttimor                     | UNMISET                  | 1410        | Osttimor              | 2002   | 2005 |
| Büro der Vereinten Nationen in Osttimor                                      | UNOTIL                   | 1599        | Osttimor              | 2005   | 2006 |
| Integrierte Mission der Vereinten Nationen in Timor-Leste                    | UNMIT                    | 1704        | Osttimor              | 2006   | 2012 |
| Laufende Missionen                                                           |                          |             |                       |        |      |
| Militärbeobachtergruppe der Vereinten Nationen in Indien und Pakistan        | UNMOGIP                  | 39          | Indien, Pakistan      | 1949   |      |
| Unterstützungsmission der Vereinten Nationen in Afghanistan                  | UNAMA                    | 1401        | Afghanistan           | 2002   |      |